# Necia H. Apfel
Necia H. Apfel (nacida el 31 de julio de 1930) es una astrónoma, autora y educadora estadounidense. 

## Vida personal
Se graduó magna cum laude en la Universidad Tufts y realizó sus estudios de posgrado en Radcliffe College y la Universidad del Noroeste. Apfel ha dado conferencias sobre astronomía a niños en el área de Chicago y ha impartido cursos sobre enseñar astronomía en la National-Louis University en Evanston, Illinois. Es autora de dos libros de texto universitarios sobre astronomía y de diez libros para niños. Apfel vive en Highland Park, Illinois.  Actualmente está jubilada y es voluntaria y expresidenta de los Amigos de la Biblioteca Pública de Highland Park.